# クレイセラピー
クレイセラピー（英語: clay therapy）とは粘土を用いた自然療法である。リラクセーションやヒーリングを目的とする。